# Rudniki (gmina)
Rudniki – gmina wiejska w Polsce położona w województwie opolskim, w powiecie oleskim.
Tereny leżące w obrębie obecnej gminy Rudniki w przeszłości były częścią ziemi wieluńskiej, a później do roku 1975 przynależały do powiatu wieluńskiego w województwie łódzkim. Gmina Rudniki została utworzona dnia 1 stycznia 1973 r. uchwałą Wojewódzkiej Rady Narodowej w Łodzi. W latach 1975–1998 gmina administracyjnie należała do województwa częstochowskiego.
Siedziba gminy to Rudniki.
Według danych z 30 czerwca 2006 gminę zamieszkiwało 8547 osób.

## Struktura powierzchni
Według danych z roku 2002 gmina Rudniki ma obszar 100,52 km², w tym:
- użytki rolne: 89%
- użytki leśne: 4%

Gmina stanowi 10,32% powierzchni powiatu.

## Demografia

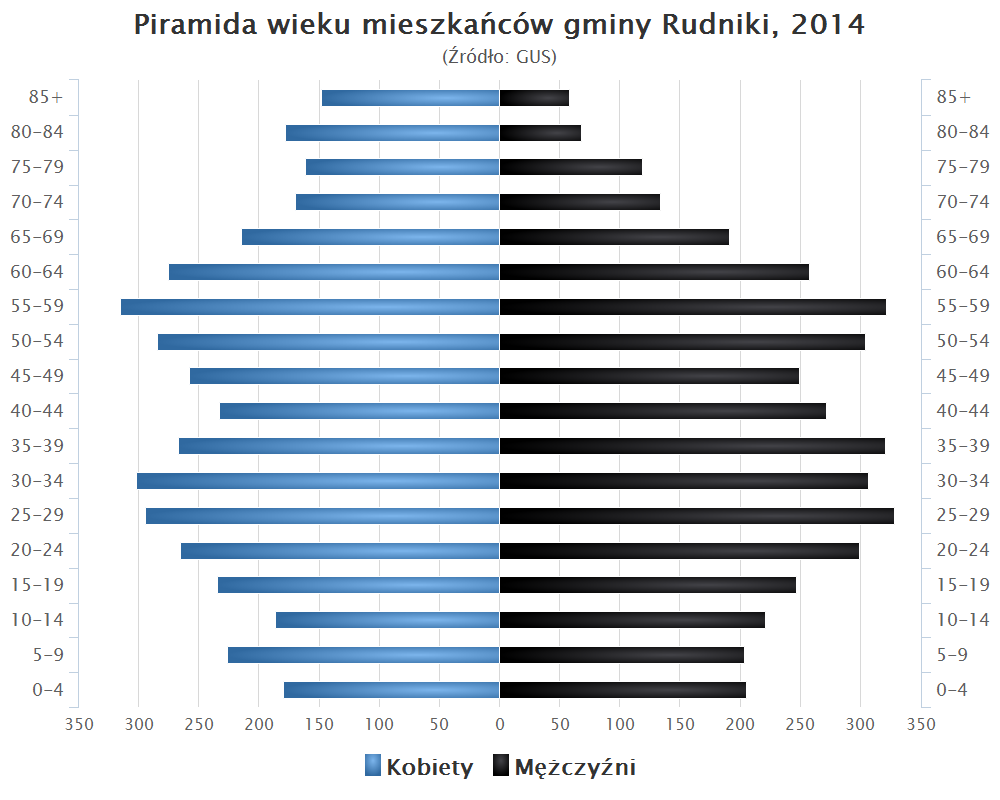
Piramida wieku mieszkańców gminy Rudniki w 2014 roku

Dane z 30 czerwca 2006:
| Opis                              | Ogółem | Ogółem | Kobiety | Kobiety | Mężczyźni | Mężczyźni |
| --------------------------------- | ------ | ------ | ------- | ------- | --------- | --------- |
| jednostka                         | osób   | %      | osób    | %       | osób      | %         |
| populacja                         | 8547   | 100    | 4388    | 51,3    | 4159      | 48,7      |
| gęstość zaludnienia (mieszk./km²) | 85,0   | 85,0   | 43,6    | 43,6    | 41,4      | 41,4      |

## Zabytki
- Drewniany kościół pw. Św. Marcina w Żytniowie
- Drewniany kościół pw. Trójcy Przenajświętszej w Jaworznie
- Murowany kościół pw. Św Mikołaja w Rudnikach
- Zespół dworski w Starym Bugaju z 1830 roku
- Cegielnia w Faustiance

## Sołectwa
Bobrowa, Bugaj, Chwiły, Cieciułów, Dalachów, Faustianka, Janinów, Jaworek, Jaworzno, Jelonki, Julianpol, Kuźnica, Łazy, Mirowszczyzna, Młyny, Mostki, Odcinek, Porąbki, Rudniki, Słowików, Żytniów.

## Pozostałe miejscowości
Banasiówka, Bliźniaki, Borek, Brzeziny Cieciułowskie, Hajdamaki, Ignachy, Jaworzno Bankowe, Kuźnica Żytniowska, Nowy Bugaj, Pieńki, Polesie, Stanki, Stary Bugaj, Stawki Cieciułowskie, Stawki Żytniowskie, Teodorówka, Wytoka, Żurawie.

## Sąsiednie gminy
Krzepice, Lipie, Pątnów, Praszka, Radłów

## Gminy partnerskie[5]
- Soblahov  Słowacja
- Sollefteå  Szwecja
- Feilitzsch  Niemcy
- Mikroregion Mostenka  Czechy